# Mednyánszky Rudolf
Mednyánszky Rudolf (Sarud, 1929. augusztus 2. – Budapest, 2016. február 11.) magyar bajnok labdarúgó, hátvéd.

## Pályafutása
A Cegléd nevelése. Ezt követően a Bp. Honvéd igazolta le, majd 1951 és 1953 között a Szegedi Honvéd együttesében szerepelt. 1954 és 1961 között a Csepel labdarúgója volt. Tagja volt az 1958–59-es idényben bajnokságot nyert csapatnak. Összesen 181 bajnoki mérkőzésen lépett pályára. 1961 nyarán a Ceglédi Vasutas igazolta le.

1973-ban a Szigetszentmiklósi TK edzője lett.

## Sikerei, díjai
- Magyar bajnokság
  - bajnok: 1958–59